# Villers-Faucon
Villers-Faucon település Franciaországban, Somme megyében. Lakosainak száma 541 fő (2022. január 1.). Villers-Faucon Épehy, Guyencourt-Saulcourt, Longavesnes, Marquaix, Roisel, Ronssoy és Templeux-le-Guérard községekkel határos.

## Népesség
A település népessége az elmúlt években az alábbi módon változott:
| Lakosok száma | 645  | 633  | 627  | 588  | 566  | 557  | 554  | 553  | 541  |
|               | 2013 | 2015 | 2016 | 2017 | 2018 | 2019 | 2020 | 2021 | 2022 |